# AQUOS Crystal SH825Wi
AQUOS Crystal SH825Wi（アクオス クリスタル エスエイチハチニーゴダブリュアイ）とは、シャープよって製造された、第3世代移動通信システムと第4世代移動通信システム対応の端末である。2015年5月にインドネシアで発売された。AQUOS Crystalのインドネシア向けローカライズモデルである。